# Roning under sommer-OL 2020 – Letvægtsdobbeltsculler (herrer)
Herrernes roning i letvægtsdobbeltsculler under Sommer-OL 2020 finder sted den 25. juli - 30. juli 2020 i Sea Forest Waterway, der ligger i Tokyo Bay zonen.

## Format
Der er i alt kvalificeret 18 mandskaber til konkurrencen, der bliver indledt med tre indledende heats med seks mandskaber i hvert heat. De to bedste mandskaber fra hvert heat går til semifinalerne mens de resterende går til to opsamlingsheat. I opsamlingsheatene går de tre bedste mandskaber videre til semifinalerne. I de to semifinaler går de tre bedste mandskaber til finalen mens de resterende seks mandskaber kommer i B finalen og ror om pladserne 7 – 12.

## Kvalifikation
Hver NOC kan kvalificere én båd i klassen.
| Kvalifikation                                     | Dato                           | Vært      | Pladser | Kvalificeret                                                    |
| ------------------------------------------------- | ------------------------------ | --------- | ------- | --------------------------------------------------------------- |
| VM i roning 2019                                  | 25. august – 1. september 2019 | Østrig    | 7       | Italien · Spanien · Polen · Irland · Tyskland · Norge · Belgien |
| Afrikansk Kvalifikationsturnering 2019            | 10. – 13. oktober 2019         | Tunesien  | 1       | Algeriet                                                        |
| Amerikansk Kvalifikationsturnering 2020           | 2. – 5. april 2020             | Brasilien | 3       |                                                                 |
| Europæisk Kvalifikationsturnering 2020            | 27. – 29. april 2020           | Italien   | 2       |                                                                 |
| Asiatisk og Oceanien Kvalifikationsturnering 2020 | 27. – 30. april 2020           | Sydkorea  | 3       |                                                                 |
| Afsluttende Kvalifikationsturnering 2020          | 17.–19. maj 2020               | Schweiz   | 2       |                                                                 |
| Total                                             |                                |           | 18      |                                                                 |

## Tidsplan
Nedenstående tabel viser tidsplanen for afvikling af konkurrencen:
| Dato     | Tid   | Runde            |
| -------- | ----- | ---------------- |
| 25. juli | 11:20 | Heat 1           |
| 25. juli | 11:30 | Heat 2           |
| 25. juli | 11:40 | Heat 3           |
| 26. juli | 09:30 | Opsamlingsheat 1 |
| 26. juli | 09:40 | Opsamlingsheat 2 |
| 28. juli | 09:10 | C Finale         |
| 28. juli | 11:10 | Semifinale 1     |
| 28. juli | 11:20 | Semifinale 2     |
| 30. juli | 09:50 | Finale           |
| 30. juli | 11:04 | B Finale         |

## Resultater

### Heats

#### Heat 1
| Placering | Bane | Udøver                                    | Nation     | Tid     | Note |
| --------- | ---- | ----------------------------------------- | ---------- | ------- | ---- |
| 1         | 3    | Jonathan Rommelmann Jason Osborne         | Tyskland   | 6:21.71 | Q    |
| 2         | 1    | Stefano Oppo Pietro Ruta                  | Italien    | 6:24.25 | Q    |
| 3         | 2    | Pedro Fraga Afonso Costa                  | Portugal   | 6:44.09 | R    |
| 4         | 4    | Shakhboz Kholmurzaev Sobirjon Safaroliyev | Usbekistan | 6:44.98 | R    |
| 5         | 6    | César Amaris José Güipe                   | Venezuela  | 6:46.11 | R    |
| 6         | 5    | Siwakorn Wongpin Nawamin Deenoi           | Thailand   | 7:07.05 | R    |

#### Heat 2
| Placering | Bane | Udøver                              | Nation   | Tid     | Note |
| --------- | ---- | ----------------------------------- | -------- | ------- | ---- |
| 1         | 4    | Fintan McCarthy Paul O'Donovan      | Irland   | 6:23.74 | Q    |
| 2         | 1    | Jiří Šimánek Miroslav Vraštil Jr.   | Tjekkiet | 6:28.10 | Q    |
| 3         | 2    | Jerzy Kowalski Artur Mikołajczewski | Polen    | 6:31.85 | R    |
| 4         | 3    | Igor Khmara Stanislav Kovalov       | Ukraine  | 6:36.05 | R    |
| 5         | 6    | Arjun Lal Arvind Singh              | Indien   | 6:40.33 | R    |
| 6         | 5    | Bruno Cetraro Felipe Klüver         | Uruguay  | 6:42.85 | R    |

#### Heat 3
| Placering | Bane | Udøver                          | Nation   | Tid     | Note |
| --------- | ---- | ------------------------------- | -------- | ------- | ---- |
| 1         | 2    | Kristoffer Brun Are Strandli    | Norge    | 6:25.74 | Q    |
| 2         | 6    | Niels van Zandweghe Tim Brys    | Belgien  | 6:26.51 | Q    |
| 3         | 1    | Patrick Keane Maxwell Lattimer  | Canada   | 6:27.54 | R    |
| 4         | 3    | Caetano Horta Manel Balastegui  | Spanien  | 6:38.72 | R    |
| 5         | 4    | César Abaroa Eber Sanhueza      | Chile    | 6:53.15 | R    |
| 6         | 5    | Kamel Ait Daoud Sid Ali Boudina | Algeriet | 6:57.32 | R    |

### Opsamlingsheat
De tre første mandskaber i opsamlingsheatsene kvalificerede sig til semifinalen, mens de resterende besætninger til finale C.

#### Opsamlingsheat 1
| Placering | Bane | Roer                            | Nation   | Tid     | Noter |
| --------- | ---- | ------------------------------- | -------- | ------- | ----- |
| 1         | 2    | Ihor Khmara Stanislav Kovalov   | Ukraine  | 6:36.28 | Q     |
| 2         | 3    | Patrick Keane Maxwell Lattimer  | Canada   | 6:36.79 | Q     |
| 3         | 1    | Bruno Cetraro Felipe Klüver     | Uruguay  | 6:36.87 | Q     |
| 4         | 4    | Pedro Fraga Afonso Costa        | Portugal | 6:36.95 | FC    |
| 5         | 5    | César Abaroa Eber Sanhueza      | Chile    | 6:48.22 | FC    |
| 6         | 6    | Siwakorn Wongpin Nawamin Deenoi | Thailand | 7:20.50 | FC    |

#### Opsamlingsheat 2
| Placering | Bane | Roer                                      | Nation     | Tid     | Noter |
| --------- | ---- | ----------------------------------------- | ---------- | ------- | ----- |
| 1         | 3    | Jerzy Kowalski Artur Mikołajczewski       | Polen      | 6:43.44 | Q     |
| 2         | 4    | Caetano Horta Manel Balastegui            | Spanien    | 6:45.71 | Q     |
| 3         | 5    | Arjun Lal Arvind Singh                    | Indien     | 6:51.36 | Q     |
| 4         | 2    | Shakhboz Kholmurzaev Sobirjon Safaroliyev | Usbekistan | 6:56.22 | FC    |
| 5         | 1    | César Amaris José Güipe                   | Venezuela  | 7:01.46 | FC    |
| 6         | 6    | Kamel Ait Daoud Sid Ali Boudina           | Algeriet   | 7:12.08 | FC    |

### Semifinaler

#### Semifinale A/B 1
| Placering | Bane | Udøver                              | Nation   | Tid      | Note |
| --------- | ---- | ----------------------------------- | -------- | -------- | ---- |
| 1         | 4    | Jonathan Rommelmann Jason Osborne   | Tyskland | 6:07.33  | FA   |
| 2         | 1    | Bruno Cetraro Felipe Klüver         | Uruguay  | 6:11:48  | FA   |
| 3         | 5    | Jiří Šimánek Miroslav Vraštil Jr.   | Tjekkiet | 6:11.88  | FA   |
| 4         | 2    | Jerzy Kowalski Artur Mikołajczewski | Polen    | 6:12.79  | FB   |
| 5         | 6    | Patrick Keane Maxwell Lattimer      | Canada   | 6:18.29  | FB   |
| 6         | 3    | Kristoffer Brun Are Strandli        | Norge    | 12:16.25 | FB   |

#### Semifinale A/B 2
| Placering | Bane | Udøver                         | Nation  | Tid     | Note   |
| --------- | ---- | ------------------------------ | ------- | ------- | ------ |
| 1         | 3    | Fintan McCarthy Paul O'Donovan | Irland  | 6:05:33 | FA, WB |
| 2         | 4    | Stefano Oppo Pietro Ruta       | Italien | 6:07.70 | FA     |
| 3         | 2    | Niels van Zandweghe Tim Brys   | Belgien | 6:13.07 | FA     |
| 4         | 5    | Igor Khmara Stanislav Kovalov  | Ukraine | 6:14.57 | FB     |
| 5         | 1    | Caetano Horta Manel Balastegui | Spanien | 6:15.49 | FB     |
| 6         | 6    | Arjun Lal Arvind Singh         | Indien  | 6:24.41 | FB     |

### Finaler

#### C Finale
| Placering | Bane | Udøver                                    | Nation     | Tid     | Note |
| --------- | ---- | ----------------------------------------- | ---------- | ------- | ---- |
| 13        | 3    | Pedro Fraga Afonso Costa                  | Portugal   | 6:24.44 |      |
| 14        | 5    | César Abaroa Eber Sanhueza                | Chile      | 6:31.97 |      |
| 15        | 2    | César Amaris José Güipe                   | Venezuela  | 6:36.37 |      |
| 16        | 4    | Shakhboz Kholmurzaev Sobirjon Safaroliyev | Usbekistan | 6:40.25 |      |
| 17        | 6    | Kamel Ait Daoud Sid Ali Boudina           | Algeriet   | 6:41.62 |      |
| 18        | 1    | Siwakorn Wongpin Nawamin Deenoi           | Thailand   | 6:56.13 |      |

#### B Finale
| Placering | Bane | Udøver                              | Nation  | Tid     | Note  |
| --------- | ---- | ----------------------------------- | ------- | ------- | ----- |
| 7         | 2    | Caetano Horta Manel Balastegui      | Spanien | 6:15.45 |       |
| 8         | 4    | Jerzy Kowalski Artur Mikołajczewski | Polen   | 6:16.01 |       |
| 9         | 3    | Igor Khmara Stanislav Kovalov       | Ukraine | 6:16.92 |       |
| 10        | 5    | Patrick Keane Maxwell Lattimer      | Canada  | 6:17.60 |       |
| 11        | 1    | Arjun Lal Arvind Singh              | Indien  | 6:29.66 |       |
| 12        | 6    | Kristoffer Brun Are Strandli        | Norge   | DNS     | [ 3 ] |

#### Finale
30. juli 2020 kl. 09:50
| Placering                        | Bane | Roer                              | Land     | Tid     | Note |
| -------------------------------- | ---- | --------------------------------- | -------- | ------- | ---- |
| 1                                | 3    | Fintan McCarthy Paul O'Donovan    | Irland   | 6:06.43 |      |
| 2. plads, sølvmedaljemodtager(e) | 4    | Jonathan Rommelmann Jason Osborne | Tyskland | 6:07.29 |      |
| 3                                | 2    | Stefano Oppo Pietro Ruta          | Italien  | 6:14.30 |      |
| 4                                | 1    | Jiří Šimánek Miroslav Vraštil Jr. | Tjekkiet | 6:16.42 |      |
| 5                                | 6    | Niels van Zandweghe Tim Brys      | Belgien  | 6:18.10 |      |
| 6                                | 5    | Bruno Cetraro Felipe Klüver       | Uruguay  | 6:24.21 |      |